# Roy Wilkins
Pour les articles homonymes, voir Wilkins.
Roy Ottoway Wilkins, né le 30 août 1901 à Saint Louis dans l'État du Missouri et mort le 8 septembre 1981 à New York, est un journaliste américain et directeur de publication de plusieurs journaux et magazines. Il s'est fait également connaitre, dès 1930, comme l'un des principaux leaders afro-américains du Mouvement des droits civiques aux côtés de Martin Luther King, notamment comme secrétaire général de la National Association for the Advancement of Colored People de 1955 à 1977.

## Biographie

### Jeunesse
Roy Wilkins, est l'aîné des enfants du pasteur William DeWitte Wilkins et d'une enseignante d'école primaire Mayfield Edmundson Wilkins dite « Sweetie ». Après leur mariage, en 1900, ses parents quittent Holly Spring dans l'État du Mississipi pour s'installer pour Saint Louis dans l'État du Missouri afin de fuir les violences racistes. William DeWitte Wilkin obtient un emploi de surveillant d'un four à briques. Atteinte de la tuberculose et consciente de l'issue fatale, son épouse écrit une lettre à sa sœur Elizabeth Edmundson Williams lui demandant prendre en charge ses trois enfants. Roy Wilkins est alors âgé de quatre ans,,,,.
En 1907, Roy Wilkins, sa sœur Armeda et son jeune frère Earl sont envoyés chez leur tante Elizabeth Edmundson Williams et son époux Samuel Williams qui vivent à Saint Paul dans l'État du Minnesota. En 1911, les Williams adoptent les trois enfants Wilkins,,,.
Les parents adoptifs inculquent à leurs neveux le sens de la justice qui les aidera à dépasser les préjugés. Bien que les hôtels, les restaurants de la ville de Saint Paul soient strictement ségrégués, la ségrégation est plus souple voire inexistante dans les autres domaines (logement, établissements scolaires, transports, équipements de loisirs). C'est pourquoi Roy Wilkins peut nouer des relations avec des Blancs de différentes origines Suédois, Norvégiens, Polonais, Allemands, Irlandais, d’ailleurs les meilleurs amis des Williams, sont des Suédois,,.

### Formation
Roy Wilkins suit ses études secondaires à la Grammar School de Whittier, Minneapolis (en). Seul élève afro-américain, il établit des relations amicales avec des White Anglo-Saxon Protestants comme il le fera pendant toute sa vie. Surtout il découvre que les enfants ne font pas attention à la couleur de peau, que cela est induit par les adultes, il développe la conviction qu'il possible de trouver une voie par laquelle les Américains peuvent vivre ensemble par delà leur appartenance ethnique,.
Ayant achevé ses études secondaires Roy Wilkins, est accepté à l'université du Minnesota où il étudie la sociologie et les sciences économiques. Il devient le premier afro-américain rédacteur du journal étudiant, The Minnesota Daily,.
Le 15 juin 1920, trois jeunes afro-américains, appartenant à une troupe de cirque qui a dressé son chapiteau à Duluth dans le Minnesota, sont pris à partie par six Blancs qui les accusent de viol sur une femme blanche. Ils sont conduits à la prison, là une foule pénètre dans la prison, s'empare des trois prisonniers. Jugés coupables lors d'un simulacre de procès, ils sont battus à mort puis pendus aux lampadaires du centre ville de Duluth. Quand Roy Wilkins apprend la nouvelle, il est effondré, il prend conscience de jusqu'où peut aller en violence le racisme des Blancs.
En 1922, Roy Wilkins est le directeur de la publication du journal afro-américain The Saint Paul Appeal. Diplômé en 1923, il devient rapidement rédacteur en chef de l’hebdomadaire le Kansas City Call, puis rejoint la section locale de la National Association for the Advancement of Colored People (NAACP) de Kansas city, ville particulièrement raciste, dite ville « Jim Crow »,,,.

### Carrière

#### Le militant de la ville de Kansas city dans l'État du Missouri

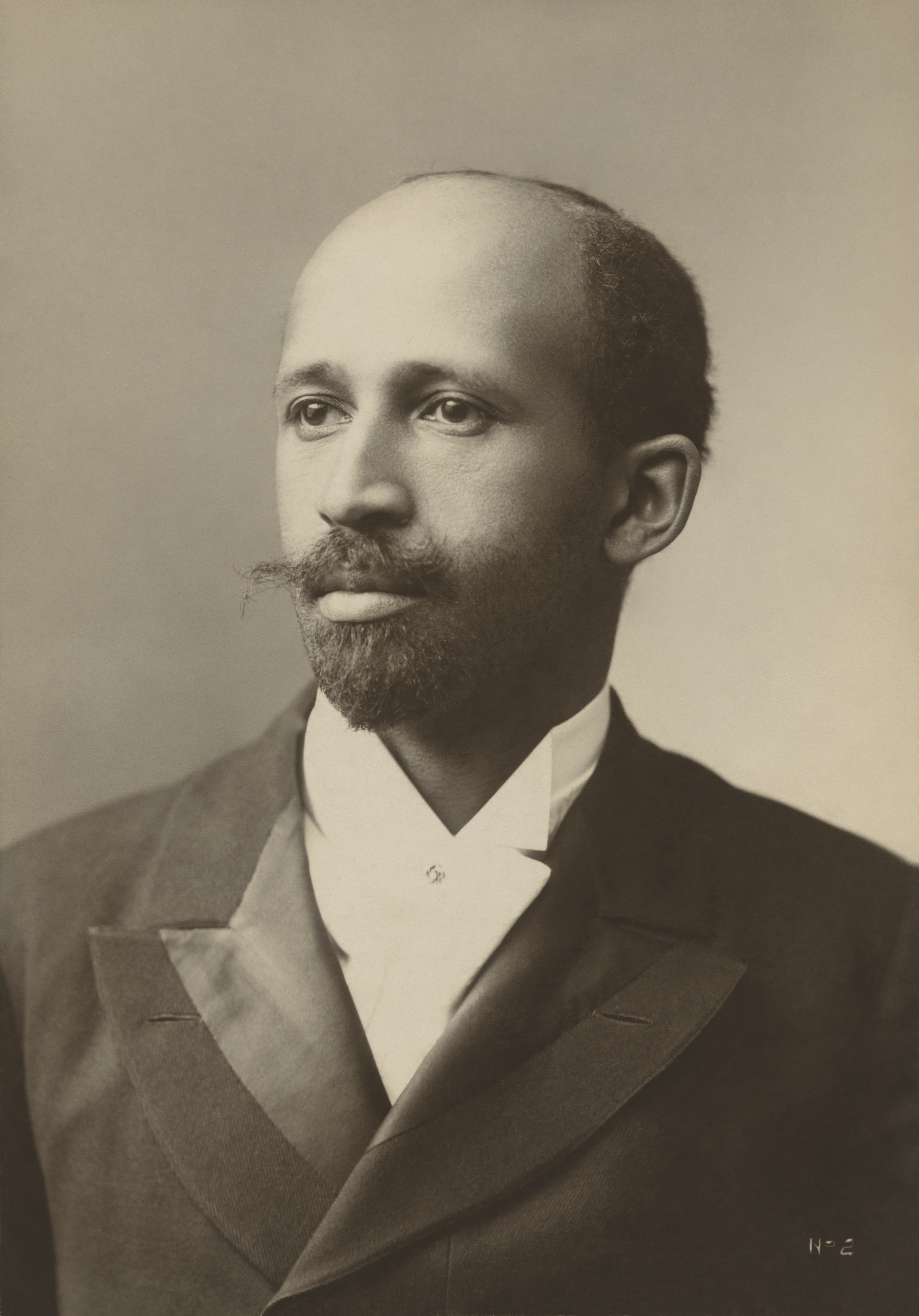
Portrait photographique de W.E.B. Du Bois par le photographe et écrivain James E. Purdy.

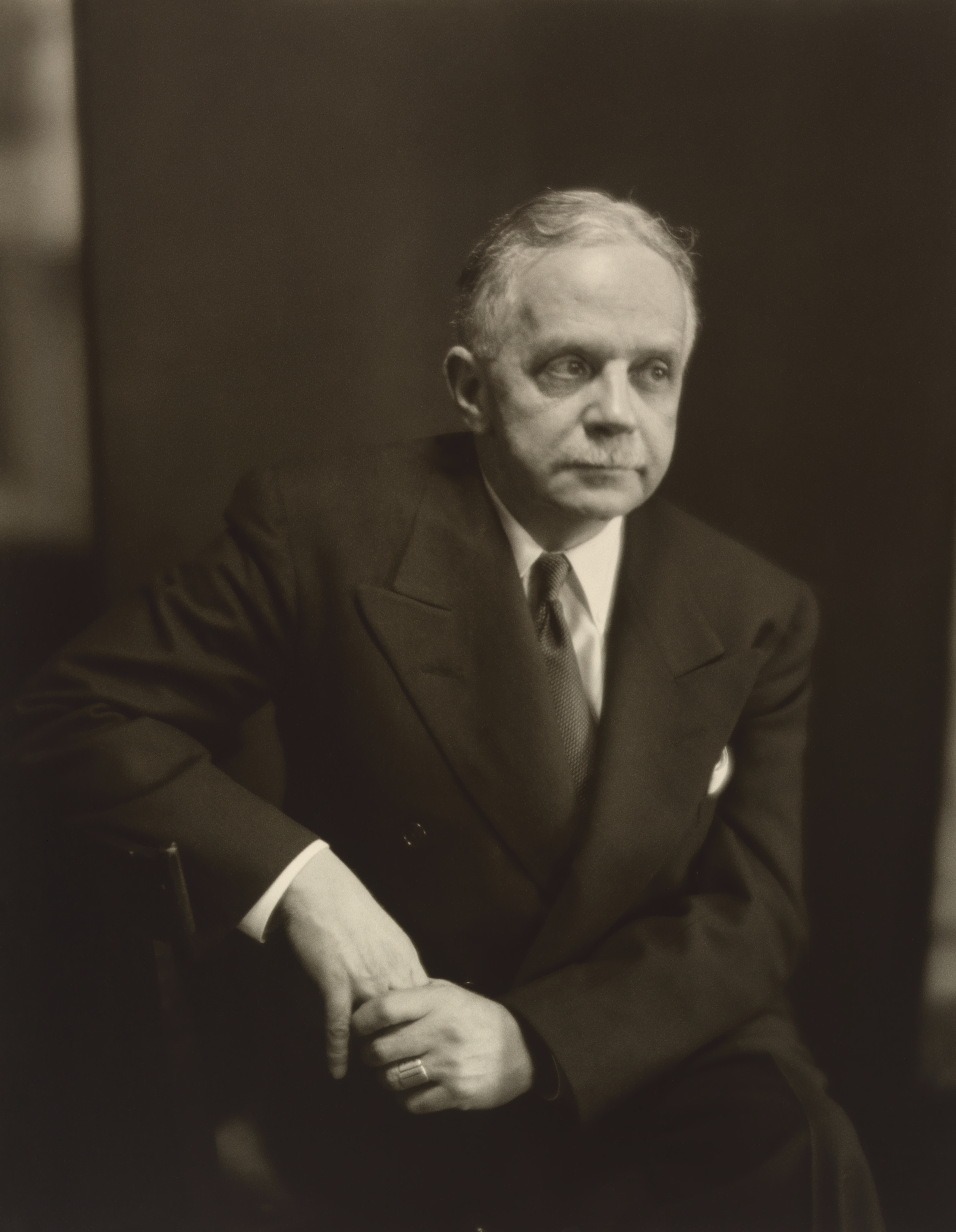
Portrait de Walter White par la photographe Clara Sipprell.

Face au racisme des Blancs de Kansas city, Roy Wilkins devient une figure majeure de la lutte pour les droits des citoyens afro-américains. Il se bat pour l'amélioration de la scolarité des enfants afro-américains, de la fin de la discrimination dans les établissements d'enseignement, la fin des brutalités policières et la mobilisation des électeurs pour mettre fin à la main mise des politiciens racistes. Ses activités de militant et de journaliste le font connaitre au niveau national tant et si bien que W. E. B. Du Bois lui propose un poste de direction au sein du siège national de la NAACP, offre que Roy Wilkins décline, à un poste administratif, il préfère rédiger et publier des articles,.

#### Le membre de la direction générale de la NAACP
En février 1931, Walter White succède à James Weldon Johnson au poste de secrétaire général de la NAACP, ayant besoin d'un assistant pour le seconder, Walter White propose ce poste à Roy Wilkins, offre qu'il accepte, il commence sa prise de fonction le 15 août 1931,.

#### Les débuts à la NAACP

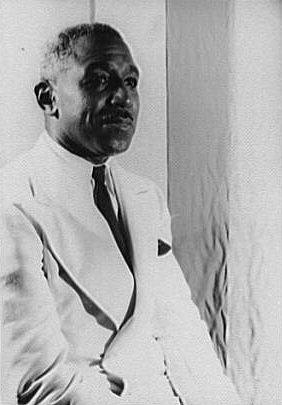
Photographie de George Schuyler.

Pendant que Walter White se déplace à travers le pays pour soutenir et écouter les différentes sections locales de la NAACP, tout en continuant d'écrire des articles pour le Kansas City Call et The Crisis le magazine géré par W.E.B. Du Bois, Roy Wilkins s’occupe d'analyser les situations présentées au siège pour en voir les possibilités de pouvoir les défendre d'un point de vue juridique. En 1932, parmi les enquêtes qu'il mène il y a un conflit qui oppose l'United States Army Corps of Engineers à ses ouvriers afro-américains sur un chantier du Mississippi, ces derniers lui demande d'intervenir pour que leurs conditions de travail soient améliorées, qu'ils soient traités comme leurs collègues blancs et qu'ils soient tous rémunérés. Pour mener à bien l'enquête il dépêche George Schuyler. Les observations de ce dernier sont un succès, en 1933, le Département de la Guerre des États-Unis déclare que les ouvriers afro-américains bénéficieront d'un salaire minimum et d'une réduction des heures travaillées,.

#### Le directeur de publication du magazineThe Crisis
Lorsque pour des raisons idéologiques  W.E.B. Du Bois se retire de la rédaction du magazine The Crisis en 1934, Roy Wilkins lui succède en tant que directeur de la publication, charge qu'il assume jusqu'en 1949.

#### Le procès des Scottsboro Boys

##### Le contexte général

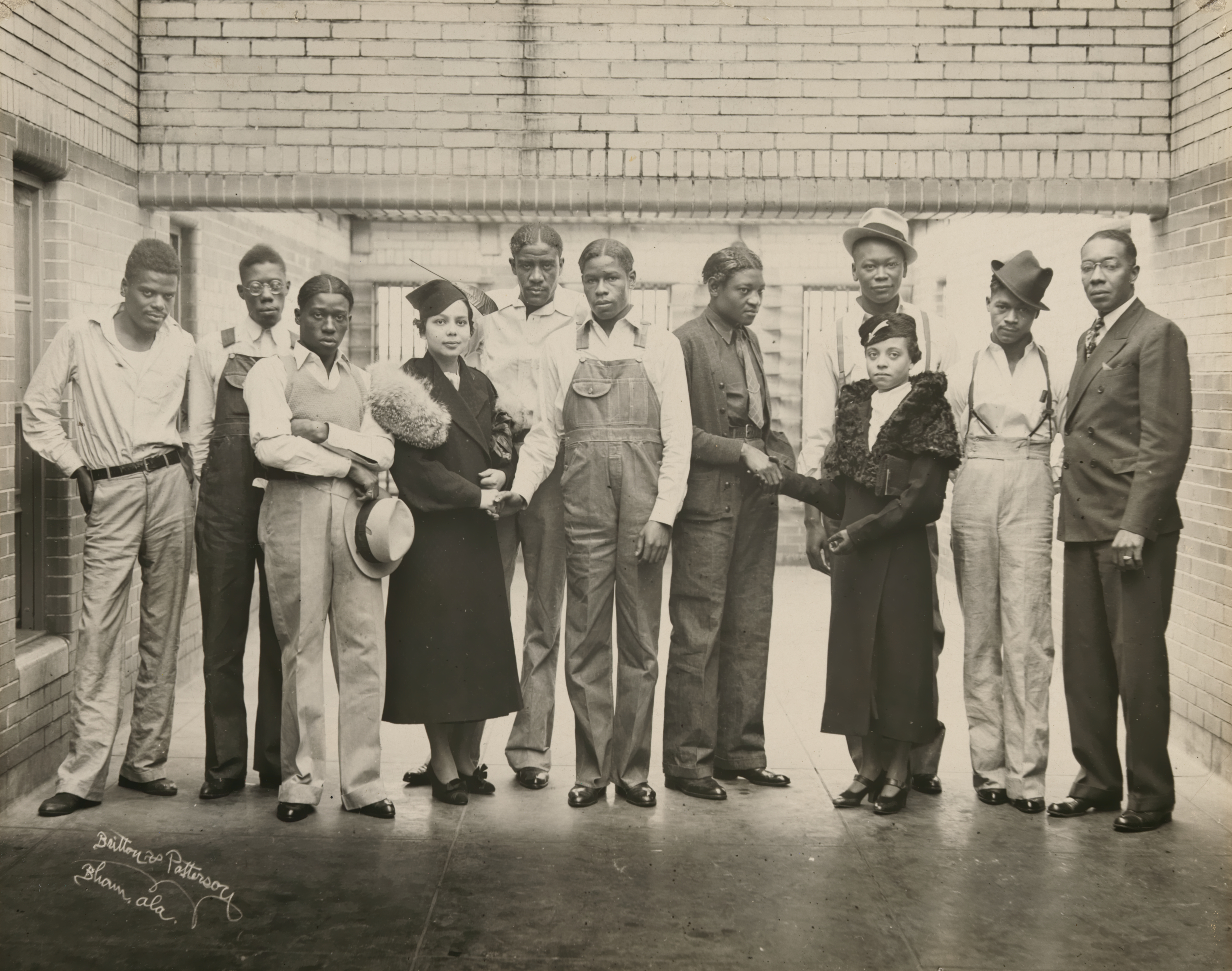
Photographie des neufs Scottsboro Boys soutenu par des membres de leur famille.

En mars 1931, neuf jeunes afro-américains sont inculpés pour viol sur deux femmes blanches dans un train de marchandises traversant l’État  du Tennessee  puis l’État de l’Alabama. Lorsque la date du procès, dit des « Scottsboro Boys », est annoncée, Walter White confie l'affaire à Roy Wilkins en lui disant « Roy, le dossier du procès des Scottsboro Boys est ton bébé ! ». Roy Wilkins doit se démener avec les rouages et méandres juridiques du Sud et faire face à la propagande et à la récupération du Parti communiste des États-Unis d'Amérique. Combats qu'il mènera pendant des décennies,.

##### Le procès et les sentences
Roy Wilkins prend le train pour l'Alabama afin d'organiser la défense des neufs adolescents qui risquent la peine de mort. Il embauche un avocat blanc pour représenter les neufs inculpés, malheureusement, il s'avère que cet avocat est un alcoolique, il a mal travaillé le dossier, huit des inculpés sur les neuf sont condamnés à mort,.

##### Le comité de défense et de soutien des Scottsboro Boys
Les deux principales organisations présentes dans le  comité de défense et de soutien des Scottsboro Boys est la NAACP et le CPUSA. via l'International Labor Defense. Roy Wilkins se méfie du CPUSA qui selon lui utilise le procès comme vitrine à son avantage, il déclare en toute sérénité qu'il doit « libérer les adolescents aussi bien des communistes que des jurés blancs de l'Alabama ». Les procédures d'appels engagées par la NAACP durent jusqu'en 1950, où enfin Andy Wright est le dernier des inculpés à être libéré. Roy Wilkins doit faire face durant l'affaire des Scottsboro Boys aux manœuvres du CPUSA qui voulait tirer à son seul avantage les succès des appels,.

#### La seconde Guerre mondiale

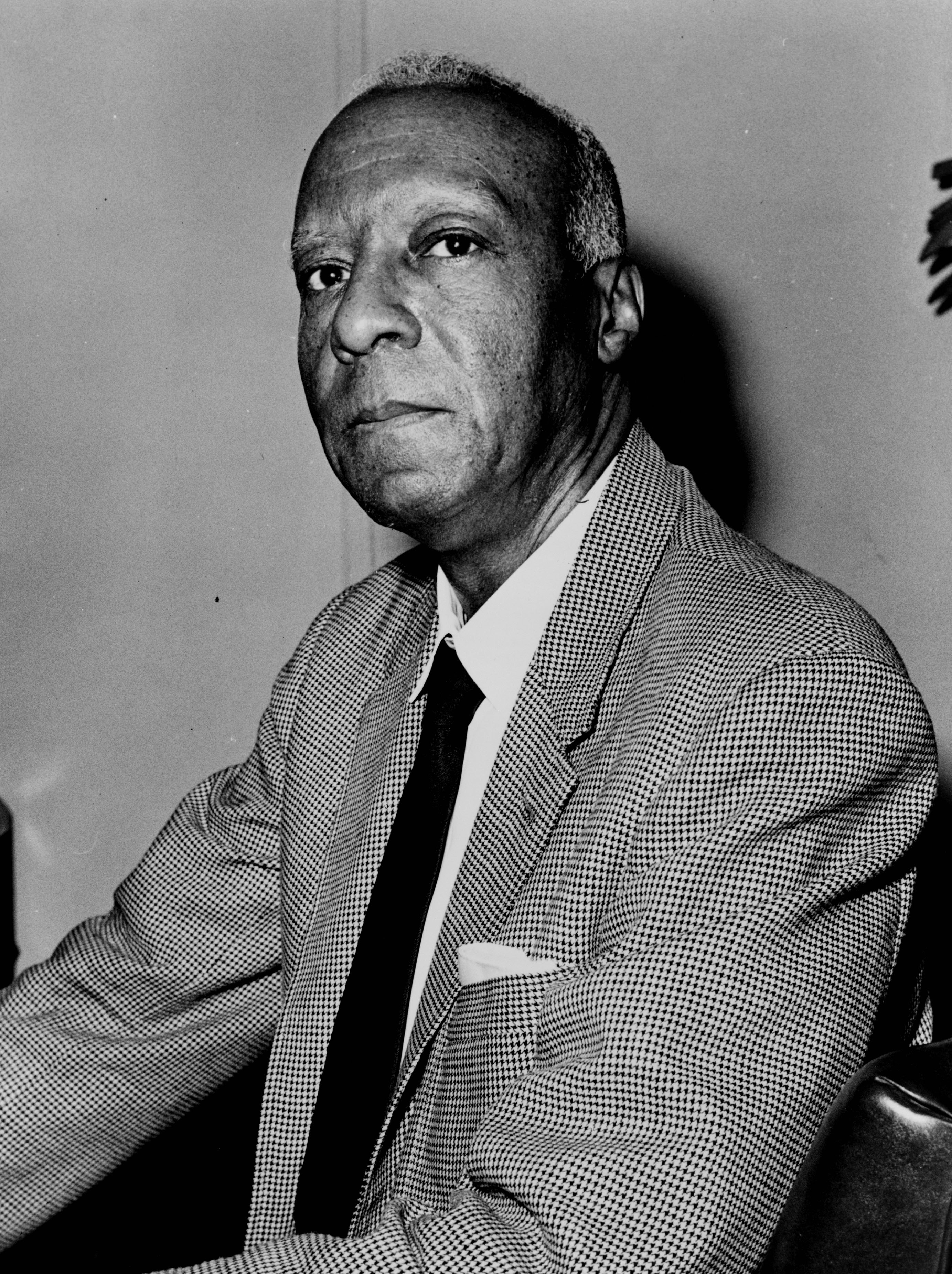
Photographie de A. Philip Randolph, prise en 1963.

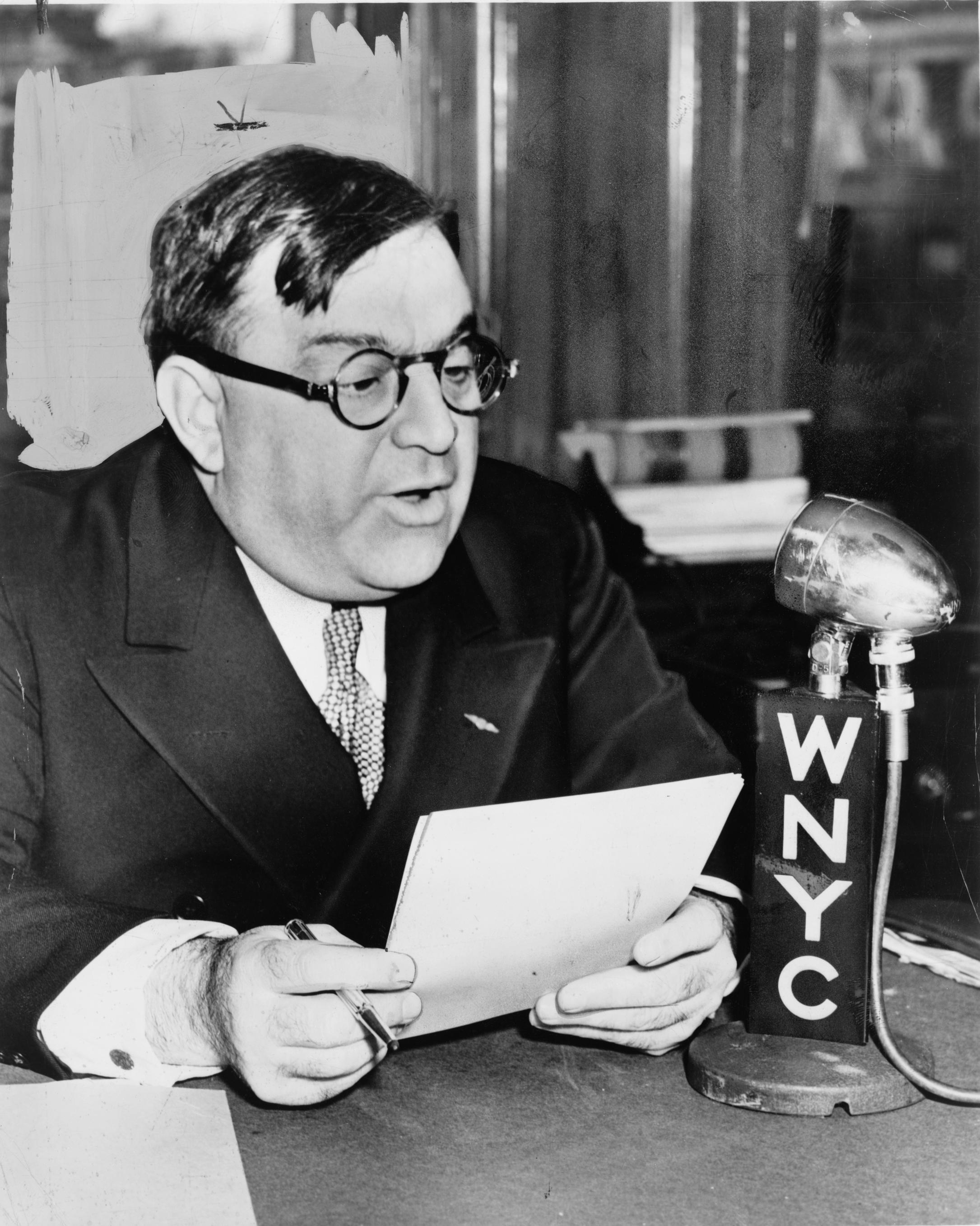
Photographie de Fiorello H. LaGuardia, maire de New York.

Durant la seconde Guerre mondiale, la NAACP intervient vis-à-vis de la ségrégation qui règne dans l'industrie de la défense des États-Unis et au sein des forces armées des États-Unis. En 1941, la NAACP soutient le syndicaliste Asa Philip Randolph qui menace d'organiser une marche sur Washington en guise de protestation contre les discriminations, avec une mobilisation de 100 000 personnes. Mais le 25 juin 1941, le président Franklin D. Roosevelt signe l'Executive Order 8802 un décret mettant fin à la discrimination raciale dans les usines d'armement. Roy Wilkins joue un rôle de médiateur et de représentant de la NAACP,,.
En 1939, quand se déclenche la seconde Guerre mondiale, les forces armées des États-Unis comptaient dans leurs rangs 7 600 Afro-Américains dont cinq officiers. Dans l'armée de terre des États-Unis ils sont répartis dans des régiments uniquement composés de Noirs, dans l'United States Navy ils sont affectés aux services des mess des officiers. Grâce à la NAACP et Roy Wilkins  de nombreux régiments afro-américains sont créés dans les différentes composantes des forces armées des États-Unis, tant et si bien qu'à la fin du conflit il y a  approximativement 1 000 000 d'Afro-Américains incorporés. Ayant combattu sur les différents fronts, les vétérans n'ont pas l'intention de devenir des citoyens de seconde zone, une fois rendus à la vie civile.
Pendant les émeutes de Harlem de 1943, (Harlem riot of 1943 (en)) Roy Wilkins se joint à Walter White et au maire de New York, Fiorello La Guardia, à bord d'un camion doté d'un haut parleur pour exhorter les émeutiers à se calmer.
Au mois de mai 1945, Roy Wilkins est invité comme consultant de la délégation américaine lors de la conférence de San Francisco ayant pour objet la rédaction de la Charte des Nations unies.

#### La présidence d'Harry S. Truman

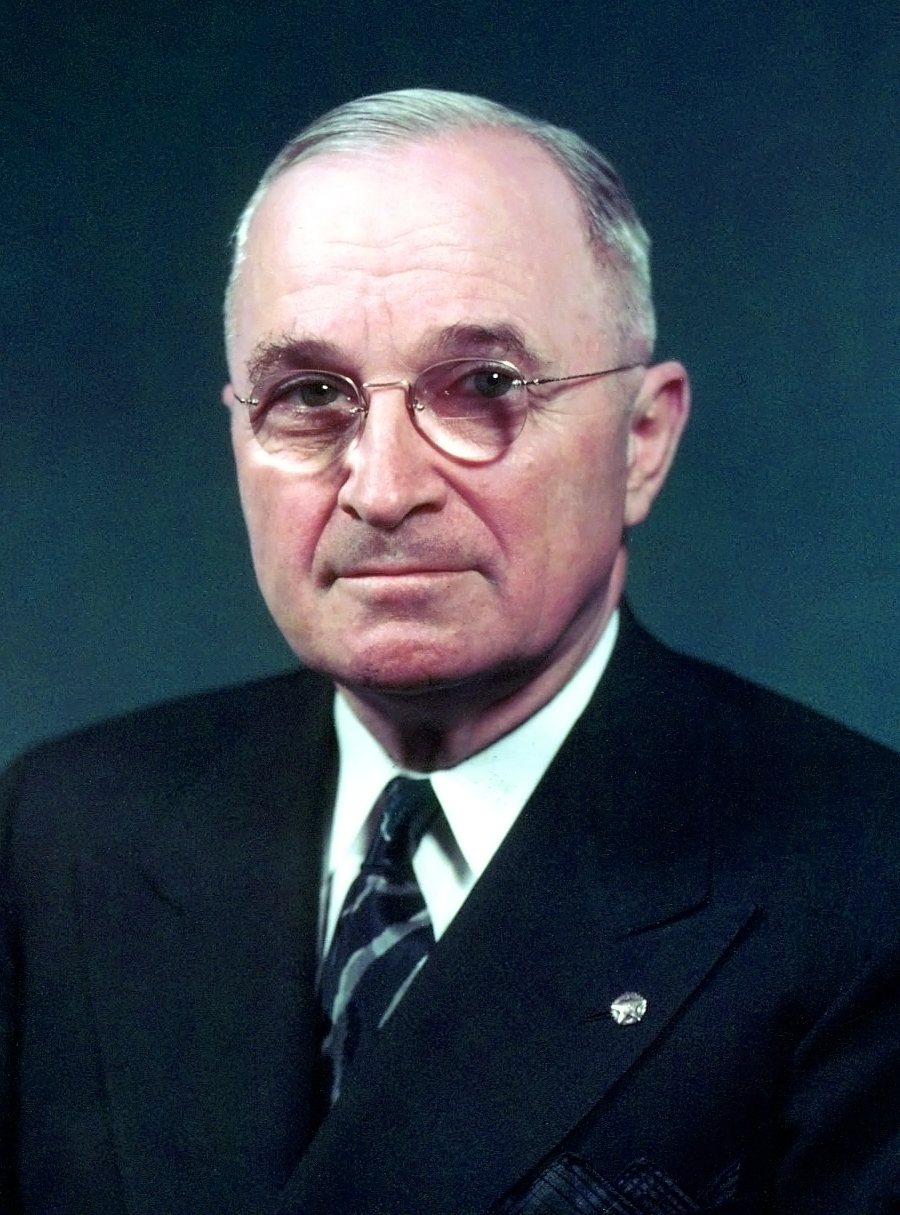
Portrait du président Harry S. Truman.

Roy Wilkins applaudit l'accession de Harry S. Truman à la présidence des États-Unis en 1945. Il s'est renseigné sur son parcours politique en tant que juge de Kansas City, ville qu'il qualifiait de ville Jim Crow, puis comme élu du Missouri au Sénat des États-Unis, où il a condamné la pratique du lynchage, et a déclaré qu'il ne croyait pas au racisme et qu'une déclaration des droits devait s'appliquer à tous les citoyens américains et pas seulement les Blancs,.

##### La montée de la NAACP

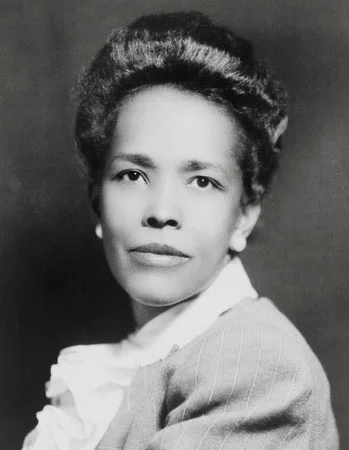
Photographie d'Ella Baker prise en 1944.

En 1946, la NAACP s'est renforcée, elle compte plus de 450 000 adhérents repartis sur 1 073 sections, avec une augmentation significative dans les États du sud, exemple, la NAACP de la Caroline du Sud est passée de 800 membres en 1939 à 14 000 membres en 1948. Roy Wilkins s'inquiète de cette montée à laquelle l'organisation n'est pas prête, par conséquent il avertit ses collègues dirigeants afin de clarifier, préciser et développer les programmes de la NAACP, sinon l'organisation sera à la merci d'organisations concurrentes comme le CPUSA ou la National Urban League (NUL). Inquiétudes partagées par Walter White, qui se heurte à Ella Baker, la directrice  des sections, qui ne fait rien pour clarifier les positions de la NAACP et en fait les frais, l'animosité entre elle et Walter White la pousse à la démission en mai 1946. Dans sa lettre de démission, Ella Baker dénonce la bureaucratie, l'absence de réunion de coordination, un déni de l'opinion collective, une prévalence de l'opinion des dirigeants nationaux, générant une atmosphère de suspicion et de duplicité. Cette lettre ouverte favorise une hostilité entre Roy Wilkins et Walter White.

##### Un Sud entre agressions arbitraires et émeutes

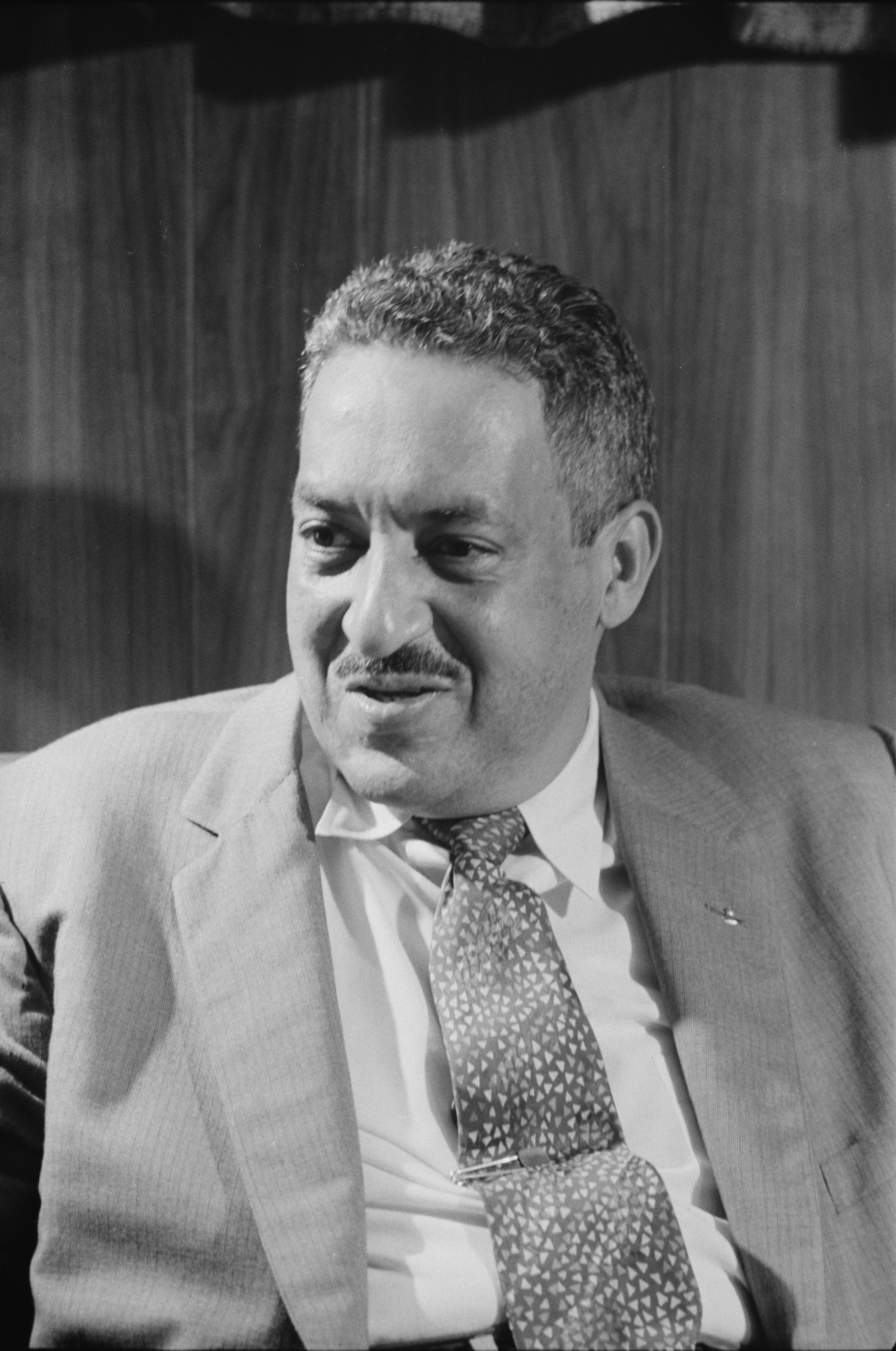
Portrait photographique de Thurgood Marshall.

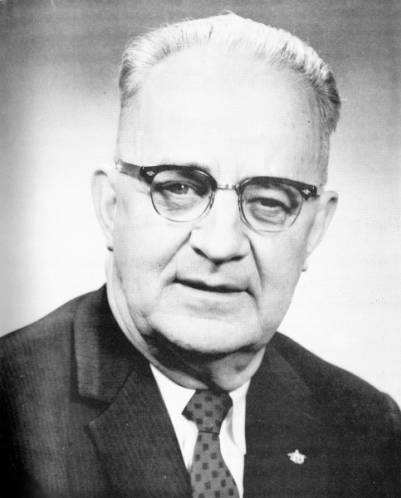
Photographie de Eugene "Bull" Connor.

Au début de l'année 1946, six soldats afro-américains en uniforme sont assassinés dans la ville de Birmingham dans l'État de l'Alabama, le chef de la police locale, Bull Connor, est soupçonné, mais à défaut de preuve, il n'est pas poursuivi. En février 1946, Isaac Woodard, un Afro-Américain vétéran de l'armée américaine qui vient d'être démobilisé et portant l'uniforme, alors qu'il se rend chez lui en Caroline du Nord par le bus, est brutalement agressé et devient aveugle du fait de ses blessures. Deux semaines plus tard, à Columbia dans le Tennessee, James Stephenson, lui aussi un Afro-Américain vétéran, de l'United States Navy est arrêté avec sa mère, Gladys, à la suite d'une banale dispute produite dans le magasin de réparation de poste de radio, apprenant la nouvelle un groupe d'ivrognes blancs se rendent armés dans le Mink Slide, le quartier noir de la ville déclenchant la Columbia race riot of 1946 (en) (l'émeute raciale de Columbia).
Quand la NAACP apprend la nouvelle, Roy Wilkins envoie des permanents de la NAACP pour y faire une enquête sur place avec le soutien de Walter White et de Thurgood Marshall qui se rendent également à Columbia, cela avant que le Parti communiste s'empare de l'affaire comme il l'avait tenté de le faire lors de l'affaire des Scottsboro Boys.

##### Une parenthèse
Au printemps 1946, Roy Wilkins passe une visite médicale car il se plaint de douleurs et de fièvre. Une radiographie révèle  la présence d'un polype sur ses intestins, polype qu'il doit faire opérer avant qu'il ne devienne une tumeur maligne. Roy Wilkins accepte l'opération chirurgicale, et passe l'été 1946 dans un hôpital, cette inactivité le plonge dans un état dépressif. Au mois de septembre 1946, son épouse Minnie, pour lui changer les idées, l'emmène faire un voyage à Phoenix, peu de temps après c'est Minnie qui tombe à son tour malade, les rôles se renversent, Roy Wilkins retrouve sa santé mentale, son épouse guérit, Roy Wilkins ayant récupéré son allant peut reprendre ses activités au sein de la NAACP,.

##### La United States Commission on Civil Rights
L'année 1946, est également marquée par la promulgation d'un décret présidentiel de Harry S. Truman qui pose les bases de la future Commission on Civil Rights, qui permettra de mener des enquêtes sur l'ensemble des États-Unis pour vérifier et garantir l'application des droits civiques, notamment quant aux Afro-Américains. Décision présidentielle saluée par Roy Wilkins qui écrit un article au sein des colonnes de The Crisis, article qui fait l'apologie du président Harry S. Truman.

##### Une première décisive

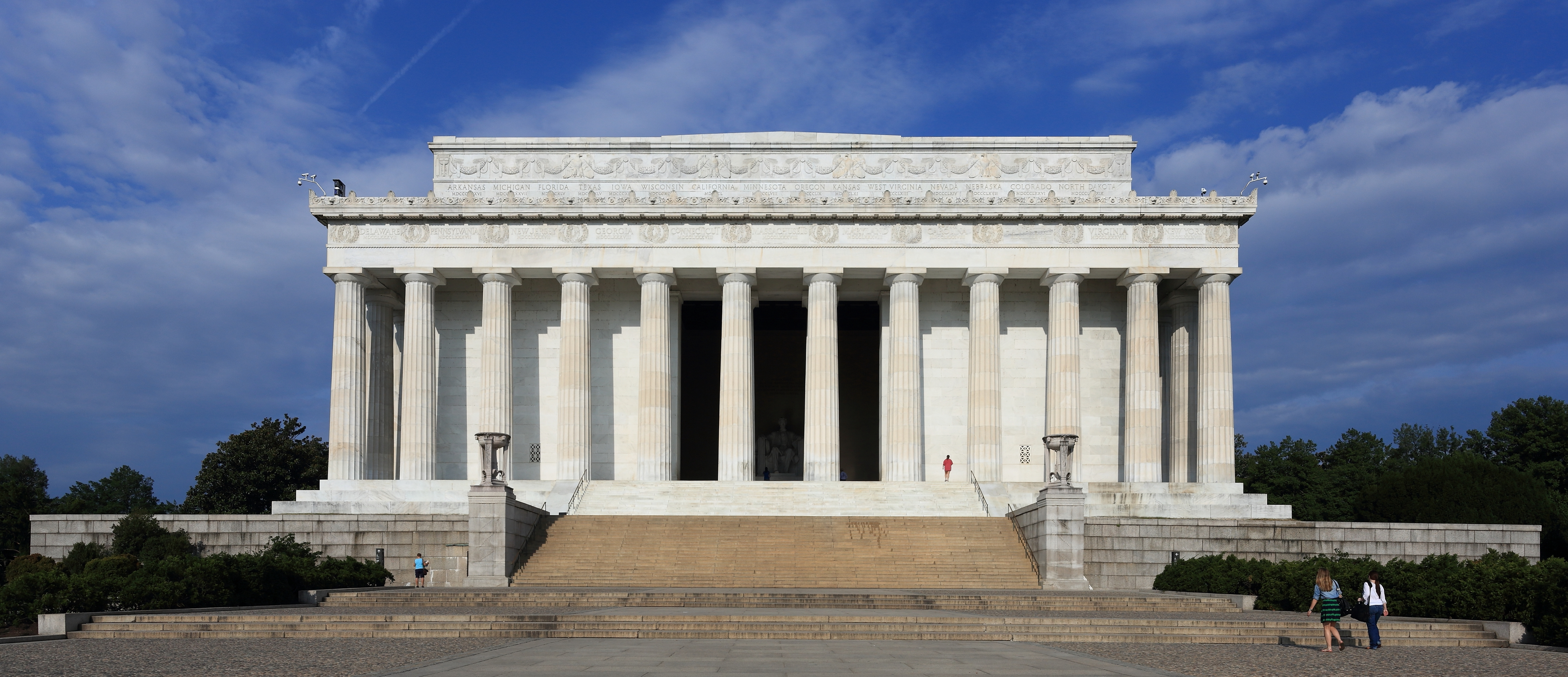
Façade du Lincoln Memorial.

En juin 1947, le président  Harry S. Truman, debout sur les marches du Lincoln Memorial prononce une allocution lors de la convention annuelle de la NAACP qui se tient à Washington. devant une foule de plus de dix mille personnes, Harry S. Truman réaffirme que les droits civiques sont garantis pour tous les Américains et notamment les Afro-Américains, il exhorte les États du Sud à les appliquer, que la ségrégation est devenue insupportable aux yeux du monde, il invite les responsables politiques à lever les barrières que subissent les Afro-Américains quant à l'accès à l'emploi à des logements décents, à la scolarité et au soins médicaux. Roy Wilkins se félicite de cette allocution qui marque un tournant dans la lutte contre la ségrégation, puisque celle-ci a maintenant le soutien du gouvernement fédéral.

##### Les réactions du Parti démocrate, victoire électorale de Harry S. Truman

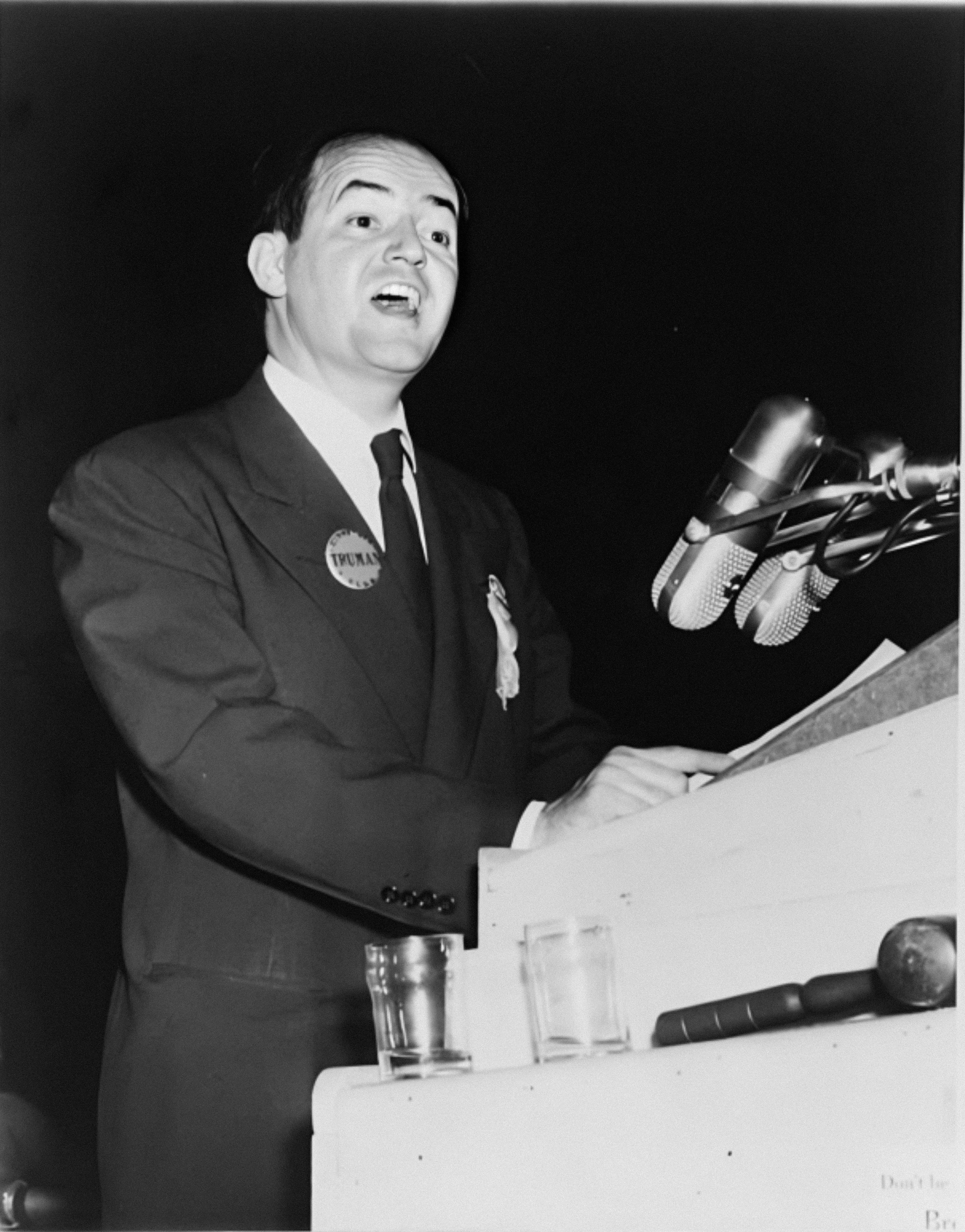
Photographie de Hubert H. Humphrey prenant la parole lors de la convention nationale du Parti démocrate de 1948.

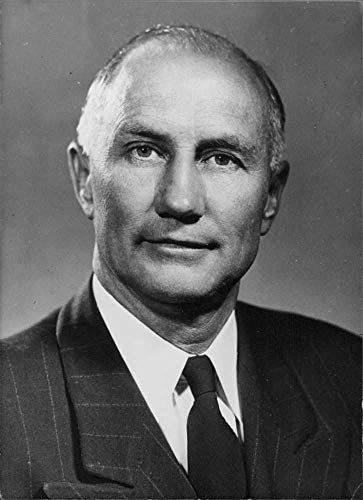
Photographie de Strom Thurmond datant de 1948.

Lors de la Convention nationale démocrate de 1948 (en), Hubert Humphrey, le maire de Minneapolis, prend la parole pour que se mette le plus rapidement possible un loi sur les droits civiques qui mette fin à la ségrégation, sa proposition déclenche le départ des délégués du Sud. Ces derniers forment un parti dissident, le States' Rights Democratic Party ( Parti démocrate pour les droits des États) également nommé le Dixiecrat. lors de l'élection présidentielle américaine de 1948, le Dixiecrat présente Strom Thurmond comme son candidat à la Maison Blanche, sur un programme ségrégationniste. Harry Truman doit également faire face au candidat du Pari républicain, Thomas Dewey. Le Chicago Daily Tribune, prédit une victoire de Thomas Dewey, mais c'est Harry Truman qui l'emporte et cela grâce au vote noir.

##### L'opposition du Sénat
Cela dit, les lois abolissant la ségrégation raciale, lois voulues et encouragées par Harry Truman sont bloquées par les sénateurs du Sud qui pratiquent l'obstruction de façon systématique, connue également sous l'appellation de Filibuster in the United States Senate (en). Cette pratique est utilisée par sénateurs afin d’entraver le vote final d’un projet de loi auquel ils s'opposent en parlant pendant une durée illimitée jusqu’à ce que la majorité abandonne le dit projet. Cette hostilité du Sénat ne fait que renforcer la détermination de la NAACP à mettre fin à la ségrégation en utilisant tous les moyens légaux auprès des tribunaux.

##### Un appel à l'Organisation des Nations unies
En octobre 1947, la NAACP envoie une pétition auprès de la Commission des droits de l'homme des Nations unies, texte rédigé par W. E. B. Du Bois, puis révisé par la NAACP. Cette pétition déposée en pleine guerre froide contient des passages dans lesquelles la répression des Noirs dans le Mississippi est pire que celui des répressions pratiquées au sein de l'Union soviétique. Cette pétition met à mal les États-Unis, d'ailleurs l'URSS utilisera largement question raciale pour critiquer les États-Unis. En réponse Harry S. Truman publie en décembre 1947, un rapport titré To Secure These Rights (pour garantir ces droits) dans lequel sont notamment exposées les différentes inégalités liées à l'ethnie, inégalités qui sont condamnées et suivies de plusieurs recommandations établissant la permanence du Fair Employment Practice Committee (en), la promulgation de lois interdisant la pratique des  lynchages, la garantie du droit de vote sur l'ensemble des États-Unis et l'éradication des lois Jim Crow.

##### Harry Truman et la mise en œuvre de la ségrégation
En juillet 1948, Harry Truman après avoir édicté deux ordres exécutifs, l'un qui met fin à la ségrégation au sein des forces armées et l'autre qui institue la permanence du Fair Employment Practice Committee (Comité veillant à la garantie des pratiques d'emploi équitables). De plus, il demande au Congrès de voter des lois interdisant la pratique des actes de lynchages, de garantir une meilleure protection du droit de vote. Mais il se heurte à l'élection de 1948 qui met le Congrès sous le contrôle des démocrates qui rejettent ses projets de lois.

##### Nouvelles alliances

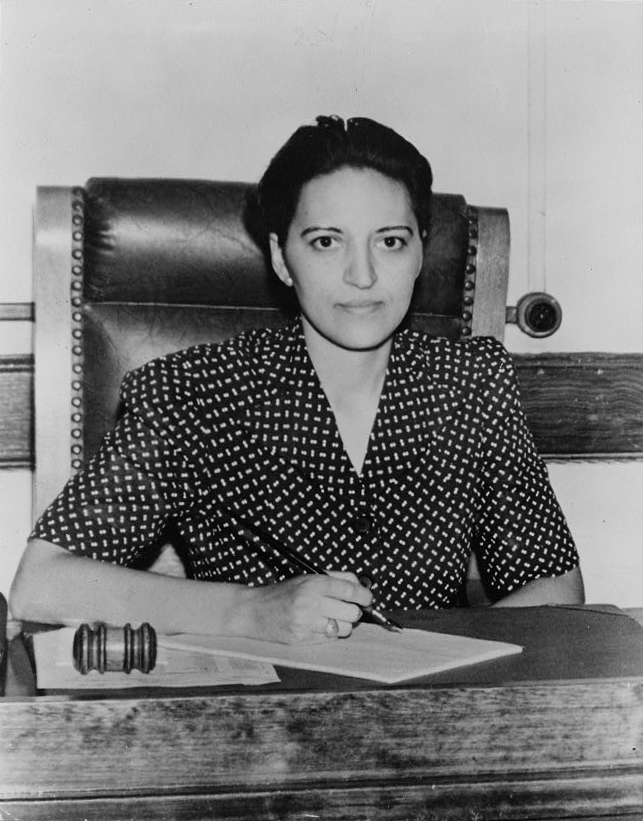
Photographie de la juge Jane Bolin.

En 1949, la NAACP apprend que Walter White divorce pour épouser en secondes noces une blanche Poppy Cannon (en), désirant se consacrer à sa nouvelle vie conjugale, il se met en retrait de la NAACP pour laisser la direction à Roy Wilkins. Décision qui jette le trouble au sein de la NAACP après le conflit opposant Walter White à W.E.B. Du Bois s'ajoute celui opposant les partisans de Walter White à ceux de Roy Wilkins. Ce dernier doit faire face aux membres de la ville de New York, représentés par deux magistrats réputés Hubert Thomas Delany et Jane Bolin, l'un comme l'autre font partie du bureau de la section new yorkaise. Finalement les polémiques cessent quand Walter White reprend la direction de la NAACP en 1951,.
Parallèlement Roy Wilkins se rapproche de l'Anti-Defamation League organisation émanant du B'nai B'rith pour que ces organisations se joignent à la NAACP et du mouvement pour les droits civiques en témoignant du racisme antisémite que subissent les Juifs.

#### L'émergence de la non-violence

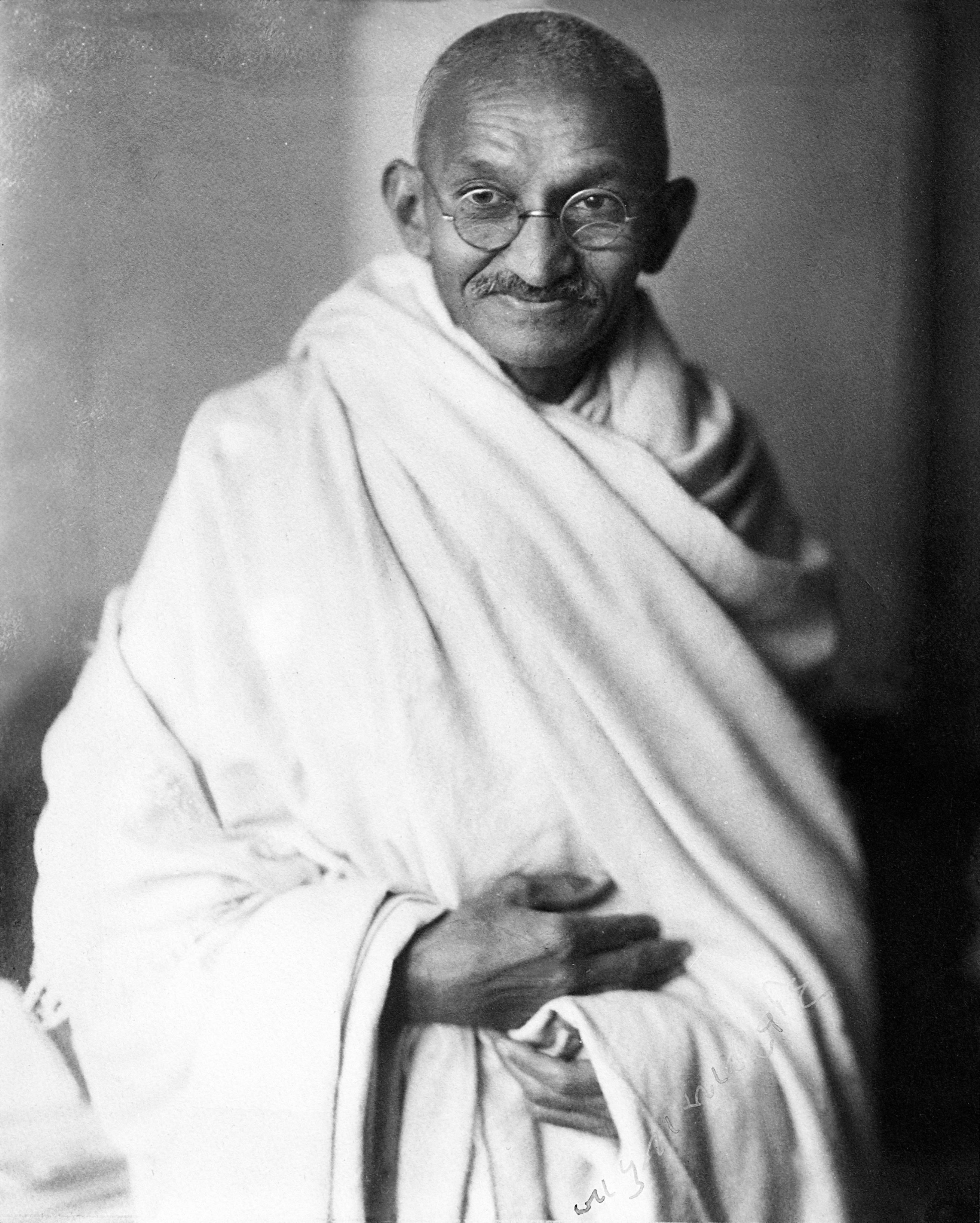
Photographie du Mahatma Gandhi, prise dans un studio londonien en 1931.

À partir des années 1950, apparaît une nouvelle manière de mener le combat pour la défense des droits civiques, la non-violence pratiquée notamment par Mohandas Karamchand Gandhi qui participa grandement à l'indépendance de l'Inde vis-vis de l'empire britannique.

#### L'arrêtBrown et al. v. Board of Education of Topeka et al.
La Cour suprême abat l'un des piliers de la ségrégation par son arrêt Brown et al. v. Board of Education of Topeka et al rendu le 17 mai 1954 à l'unanimité de ses membres, cas plaidé par Thurgood Marshal. Arrêt qui déclare la ségrégation au sein des établissements d'enseignement publics comme inconstitutionnelle,.
Pour Roy Wilkins et Thurgood Marshal cet arrêt marque le début de la fin de la ségrégation.
Cela dit, la résistance des écoles du Sud mènent plusieurs actions pour empêcher l'application de l'arrêt Brown et al. v. Board of Education of Topeka et al. Comme le mouvement « Freedom of Choice » , la création des White Citizens' Councils (« Conseils des citoyens blancs »).

#### La direction de la NAACP
L'année suivante, le 21 mars 1955 la joie de l’arrêt est assombri par la mort de Walter White des suites d'un infarctus, il faut procéder au vote d'un nouveau dirigeant. C'est ainsi que le 11 avril 1955 Roy Wilkins est élu à l'unanimité au poste de secrétaire général de la NAACP,.

#### Emmett Till
Pendant l'été 1955, à Money dans le Mississippi, Emmett Till, un adolescent de 14 ans est battu à mort sous le prétexte qu'il aurait sifflé une jeune femme blanche, Carolyn Bryant. Lors des funérailles d'Emmett Till, sa mère ouvre son cercueil pour que les personnes présentes puissent constater la violence des coups portés ayant rendu son visage méconnaissable, des photos sont prises et publiées par le magazine Jet. Cette tragédie, selon Roy Wilkins, est la preuve que le suprémacisme blanc est bien vivant dans le Mississippi quitte à tuer des enfants et acquitter les coupables.

#### Rosa Parks

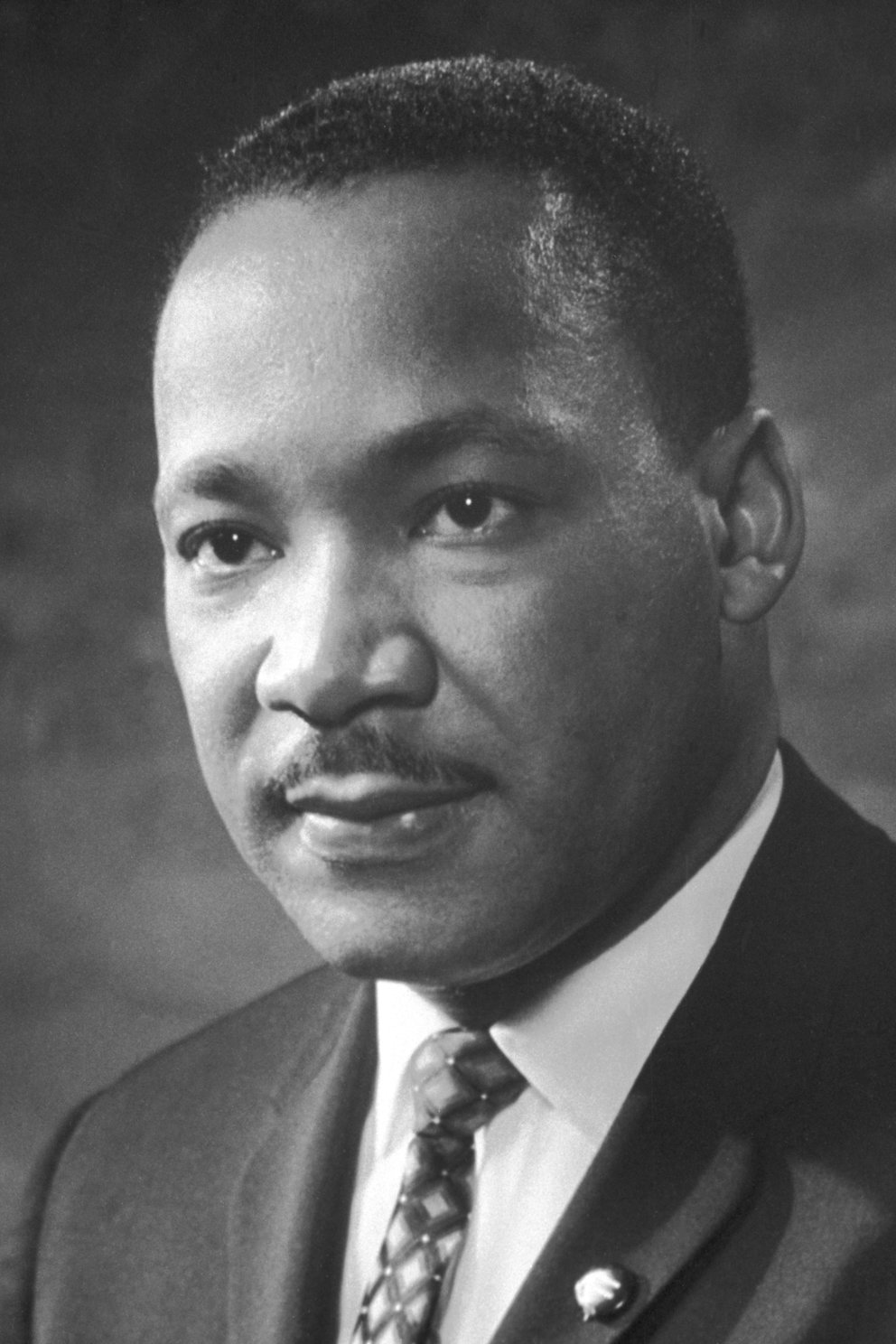
Photographie de Martin Luther King prise en 1964

En décembre 1955, Rosa Parks, une couturière et membre de la NAACP est arrêtée à Montgomery dans l'État de l'Alabama pour avoir refusé de s’asseoir dans les places réservées aux Noirs d'un autobus. En réaction, le jeune pasteur de l'église baptiste de l'avenue Dexter, seulement âgé de 26 ans, Martin Luther King organise la Montgomery Improvement Association (en) qui marque le début d'un long boycott des autobus de la ville.
La répression par les autorités blanches se solde par l'arrestation d'une centaine de membres de la Montgomery Improvement Association. Avertis, Roy Wilkins et Thurgood Marshal se rendent sur place pour soutenir ouvertement le boycott et ses organisateurs. 

#### L'élection présidentielle américaine de 1956,
En pleine campagne pour l'élection présidentielle américaine de 1956, Roy Wilkins demande aux deux candidats Dwight D. Eisenhower et Adlai Stevenson d'énoncer clairement leur position respective quant aux droits civiques. Si Dwight D. Eisenhower n'a pas fait grand chose en revanche, Adlai Stevenson a manifesté par plusieurs fois des positions favorables aux Afro-Américains, même lors d'un meeting il a impressionné Roy Wilkins par sa compréhension du problème racial, mais il a conduit la cause de la déségrégation dans une impasse en en faisant une priorité, les électeurs du Sud ont pris peur et Dwight D. Eisenhower remporte la victoire, il est réélu président des États-Unis le 6 novembre 1956.

### Vie privée
En 1927, Roy Wilkins apprend la mort de sa sœur Armeda des suites de la tuberculose. Sa tante et son oncle, Elizabeth Edmundson Williams et Samuel Williams, meurent tous les deux, victimes d'un infarctus du myocarde.
En 1929, Roy Wilkins épouse Aminda « Minnie » Badeau, le couple n'aura pas d'enfant.

## Regards sur Roy Wilkins
D'après l'historien et militant panafricaniste Amzat Boukari-Yabara, Roy Wilkins serait devenu un représentant d'une « bourgeoisie capitaliste noire », prête à défendre « les multinationales américaines sous couvert d'un soutien au prolétariat afro-américain, et cela contre les intérêts des travailleurs noirs sud-africains ».

## Autobiographie
- Standing Fast : The Autobiography of Roy Wilkins, New York, Viking Press (réimpr. 1984, 1994) (1re éd. 1982), 392 p. (ISBN 9780670142293, OCLC 230257888, lire en ligne),

## Culture populaire
En 2016, Joe Morton l'incarne dans le téléfilm All the Way de Jay Roach.

## Pour approfondir

#### Notices dans des encyclopédies ou des livres de références
- (en-US) Barbara C. Bigelow (dir.), Contemporary Black Biography, vol. 4, Detroit (Michigan) et Londres (Royaume-Uni), Gale Research, 1993, 319 p. (ISBN 9780810385566, lire en ligne), p. 262-265. ,
- (en-US) Jean Blackwell Hutson Weigl, African American Biography, vol. 4 : S-Z, Detroit, Michigan, U X L, coll. « African American reference library » (réimpr. 2001) (1re éd. 1994), 823 p. (ISBN 9780810392380, OCLC 1268549652, lire en ligne), p. 776-779,
- (en-US) Susan Altman, The Encyclopedia of African-American Heritage, New York, Facts On File, coll. « Facts on File library of American history » (réimpr. 2000, 2020) (1re éd. 1997), 357 p. (ISBN 9780816041251, OCLC 1143506388, lire en ligne), p. 319. ,
- (en-US) Encyclopedia of World Biography, vol. 16 : Vitoria-Zworykin, Detroit, Michigan, Gale Research, 1998, 540 p. (ISBN 9780787631833, OCLC 999372697, lire en ligne), p. 282-283
- (en-US) John A. Garraty (dir.) et Mark C. Carnes (dir.), American National Biography, vol. 23 : Wellek - Wrenn, New York, Oxford University Press, USA, 1999, 899 p. (ISBN 9780195128024, OCLC 873221504, lire en ligne), p. 396-399. ,
- (en-US) Colin A. Palmer (dir.), Encyclopedia of African-American Culture and History : The Black Experience in the Americas, vol. 5 : Q-Z, Detroit, Michigan, Macmillan Reference USA (réimpr. 2016) (1re éd. 2005), 2377 p. (ISBN 9780028658216, OCLC 1113421463, lire en ligne), p. 2295-2296,
- (en-US) Paul Finkelman (dir.), Encyclopedia of African American History, 1896 to the Present : From the Age of Segregation to the Twenty-first Century, vol. 5 : U-Y, Chronology, Index, New York, Oxford University Press, USA (réimpr. 2009) (1re éd. 2006), 525 p. (ISBN 9780195167795, OCLC 644579017, lire en ligne), p. 130-132. ,
- (en-US) John Hartwell Moore, Encyclopedia of Race and Racism, vol. 3 : S-Z : primary sources, index, Detroit, Michigan, Thomson Gale, coll. « Macmillan Social Science Library » (réimpr. 2008) (1re éd. 2006), 441 p. (ISBN 9780028660233, OCLC 751059639, lire en ligne), p. 225-227,

#### Essais et biographies
- (en-US) Calvin Craig Miller, Roy Wilkins : Leader Of The Naacp, Greensboro, Caroline du Nord, Morgan Reynolds, 2005, 184 p. (ISBN 9781931798495, OCLC 57201864, lire en ligne). ,
- (en-US) Yvonne Ryan, Roy Wilkins : The Quiet Revolutionary and the NAACP, Lexington, Kentucky, University Press of Kentucky, coll. « Civil Rights and the Struggle for Black Equality in the Twentieth Century » (réimpr. 2018) (1re éd. 2013), 194 p. (ISBN 9780813175805, OCLC 1102208869, lire en ligne).

#### Articles anglophones
- Sylvia Lyons Render, « Roy Wilkins 1901-1981 », The Quarterly Journal of the Library of Congress, vol. 39, no 2,‎ printemps 1982, p. 116-125 (10 pages) (lire en ligne ),
- Lisa Heinrich, « Roy Wilkins in Minnesota », Minnesota History, vol. 66, no 8,‎ hiver 2019-2020, p. 318-327 (10 pages) (lire en ligne ),
- Louis B. Hurvitz, « Roy Wilkins », Minnesota History, vol. 67, no 1,‎ printemps 2020, p. 47 (lire en ligne ),